# ジグ・ジグ・スパトニック
ジグ・ジグ・スパトニック（Sigue Sigue Sputnik）は主に1980年代後半に活躍したイギリスの ニュー・ウェイヴバンド。略称は「SSS」または「スパトニック」。『ラヴ・ミサイル F1-11』の3位を筆頭に3曲の全英トップ40ヒットを飛ばした。

## 来歴

### 活動初期

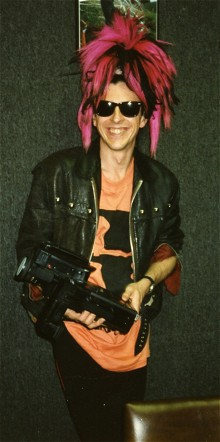
トニー・ジェイムス（1986年、サンフランシスコ）

ジグ・ジグ・スパトニックは元ジェネレーションXの トニー・ジェイムスにより結成された。ジェイムスはまずギターのニールXを誘い入れると次に理想のボーカリストを探した。元クラッシュのミック・ジョーンズに薦められて、近所にいたアニー・レノックスとセッションを行なったこともあった。素晴らしいボーカリストだったが、女性ボーカルはジェイムスの構想と違ったため加入には至らなかった。いつ終わるとも知れない理想のボーカリスト探しに不安を感じていたある日、ロンドンのマーケットで偶然ボーイ・ジョージのルームメイトだったマーティン・ディグヴィルを見つけた。ディグヴィルはファッションデザイナーでバンドの衣装担当も兼ねた。週末ごとに彼のブティック、ヤヤに集ってはストリートの若者たちを眺めスカウトのチャンスを伺った。パリでのファースト・ギグには 元ニューヨーク・ドールズのジョニー・サンダースと、ジェネレーションX時代の仲間マーク・ラフが参加した。バンドの最後のピース、二人のドラマー、レイ・マフューとクリス・カヴァナーは、どちらもドラマー経験がないのにルックス重視でスカウトされた。ジェイムスは演奏スキルよりスター性が肝心だと考えていた。二人は2週間スタジオに缶詰めにされ、バンドがトッパー・ヒードンから借りたドラムセットで練習した。
ミック・ジョーンズはライブでミキサーとしてバンドを手伝い、ニュー・モデル・アーミーのオープニングアクトを務めた際も参加した。ジェイムスの誕生日にはジグ・ジグ・スパトニックのサウンドに重要な役割を果たすPro-Oneシンセサイザーをプレゼントした。またロンドン・コーリングのミュージック・ビデオで使用した、50年代の白いギブソンES-295を貸してくれたこともあった。リズムマシンの提供など機材面の協力者だったブームタウン・ラッツのマネージャー、ファクナ・オーケリーはバンドの名付け親となった。彼がヘラルド・トリビューンで見つけたロシアのストリート・ギャングの名前が「Sigue Sigue Sputnik」で、元のロシア語「сжигать сжигать Спутник」は直訳すると「燃えろ、燃えろ、Sputnik（衛星）」となる。「Sputnik（スパトニック、スプートニク）」は人類初の人工衛星スプートニク1号の名称として知られ、ジェイムスはバンドのイメージに相応しいと感じ甚く気に入った。友達から「日本語にするとジグ・ジグ・スパトニックだ」とも教えてもらった。
ヤヤにいたディグヴィルのパートナー、ヤナをライブでのエフェクト担当として迎え入れた。

### つかの間の栄光
1984年、ジェイムスがニュー・ミュージカル・エクスプレスのインタビューを受けたことでバンドに注目が集まった。テレビ番組のThe Tubeから出演依頼が届き、ロンドンのエレクトリック・シネマでのライブにはレコード会社11社が視察に訪れた。そして各社争奪戦の末バンドはEMIと契約した。契約金はバンドが公表した100万ポンド（当時の日本円で約３億円）とは異なり35万ポンドだったと後に判明した。当時契約金に関しては諸説飛び交い、一説には400万ポンドとも言われた。これをドル換算してサンデータイムズが「契約金600万ドル」と派手に書き立てたため、後に日本でも600万ドルを円換算した「契約金15億円のバンド」として喧伝されることとなった。契約金だけでなく、世紀末的なSF世界観（映画『時計じかけのオレンジ』、『ターミネーター』、『ブレードランナー』、『マッドマックスシリーズ』など）との融合や、それを反映した過激で退廃的なファッション（巨大なモヒカンヘア、色もデザインもド派手な服、レザーとラバー、網タイツやハイヒール、白塗りメイクなど）と話題には事欠かなかった。
1986年2月、ジョルジオ・モロダーがプロデュースしたファーストシングル『ラヴ・ミサイル F1-11』がリリースされ、 全英シングルチャートで3位、南アフリカで2位を獲得したほかヨーロッパとアジア各国でヒットを記録した。この曲は同年ジョン・ヒューズ監督の映画『フェリスはある朝突然に』でオープニングシーンに使用された。サンプリングした音源の一部が版権をクリアしていなかったため、アメリカでのリリースに際して音源の差し替えが行われた。なおジェイムスによると、バンド独特のサウンドを産むきっかけの一つに彼のうっかりミスがあったという。ある日『ラヴ・ミサイル F1-11』のマスターテープとビデオ音声のミックス作業中、誤ってテープの録音ボタンを押しマスターを台無しにしてしまった。しかし同時にこれがサンプリングした効果音をオーバー・ダビングする手法のヒントとなった。ジェイムスは従来から日本盤特有の「帯」が好きだったため、12インチ盤リリース時に英語、日本語に加えロシア語、フランス語、スペイン語の帯が作られ各国向けの盤に添付された。セカンドシングル『21st センチュリー・ボーイ』は評論家の低評価に反してセールスは全英20位と健闘した。
引き続きモロダーがプロデュースしたファーストアルバム『ラヴ・ミサイル』（原題：Flaunt It）は全英アルバムチャートで10位、全米アルバムチャートで96位となった。先行ヒットした『ラヴ・ミサイル F1-11』は、12インチ盤のバンコク・リミックスにあった日本語ナレーションを含む新たなバージョンが収録された。事前にジェイムスが明かしたとおり、アルバムの曲間にイギリスの雑誌i-Dやフランスの化粧品ロレアルなど、バンドのスポンサーから各国リスナーに向けたCMが挿入されていることが話題になった。日本向けも存在し、6曲目『マッシヴ・リタリエーション』の後に新たなスポンサーを募集するジグ・ジグ・スパトニックからのCMが流れる。日本語CMのナレーションは『ラヴ・ミサイル F1-11』と同じ女性が担当した。カバーやライナーなどアルバムのアートワークにはカタカナを中心に日本語が多用されており、英語表記の部分にもガンダム、ガッチャマン、ゾイドなど日本のキャラクターに関する単語が散見された。
アルバムはヒットしたとはいえ、EMIやスポンサーの期待を下回るものでしかなかった。そしてツアーは更に残念な結果に終わった。スタジオ作品より劣る演奏が不評だったのに加え、観客の暴動によりツアーのキャンセルや会場の変更が多発したためだ。挙句の果てにこの暴動がバンドのメンツを保ちツアー失敗の責任を転嫁するために仕組まれたものだとさえ囁かれる始末だった。当時予定されていた日本公演もキャンセルされており、ジェイムスによると原因はニュース・オブ・ザ・ワールドに掲載された「スパトニック教の恐怖（Horror Of Sputnik Maniac）」と題する記事だという。記事にはライブが混乱して多数の瓶が投げ込まれた際、マフューが怒って投げ返した1本のせいで観客が病院送りになった事件が書かれていた。ジェイムス曰く「誰だって観客に瓶を投げつけるようなバンドを呼びたくないからね」。この記事のせいで「一夜にして「グラムロックのスター」から「若者に有害な連中」になり下がった」とも語っている。
セカンドアルバムに繋がる作品をなかなかリリースできなかったバンドは2年後の1988年、当時一大ヒットメイカーとしてブームを巻き起こしていたストック・エイトキン・ウォーターマンをプロデューサーに起用する。しかしシングルは『サクセス』の全英31位がピークで後続はいずれも50位以下、1989年のセカンドアルバム『ドレス・フォー・エクセス』も、ブラジルを除いて売り上げは振るわず全英チャートで53位に留まった。そして1989年7月、遂にバンドは解散/分裂した。ジェイムスはシスターズ・オブ・マーシーに、カヴァナーはビッグ・オーディオ・ダイナマイトIIにそれぞれ加入、マフューはMayhem Derangedを結成した。解散に関してジェイムスは、当初バンドと蜜月関係を築きながら、バンドが落ち目になるや否や態度を豹変させたマスコミにも責任があると非難した。1991年、1984年～1985のデモ音源8曲と1990年の録音3曲を収録したコンピレーション・アルバム『First Generation』がリリースされた。

### その後

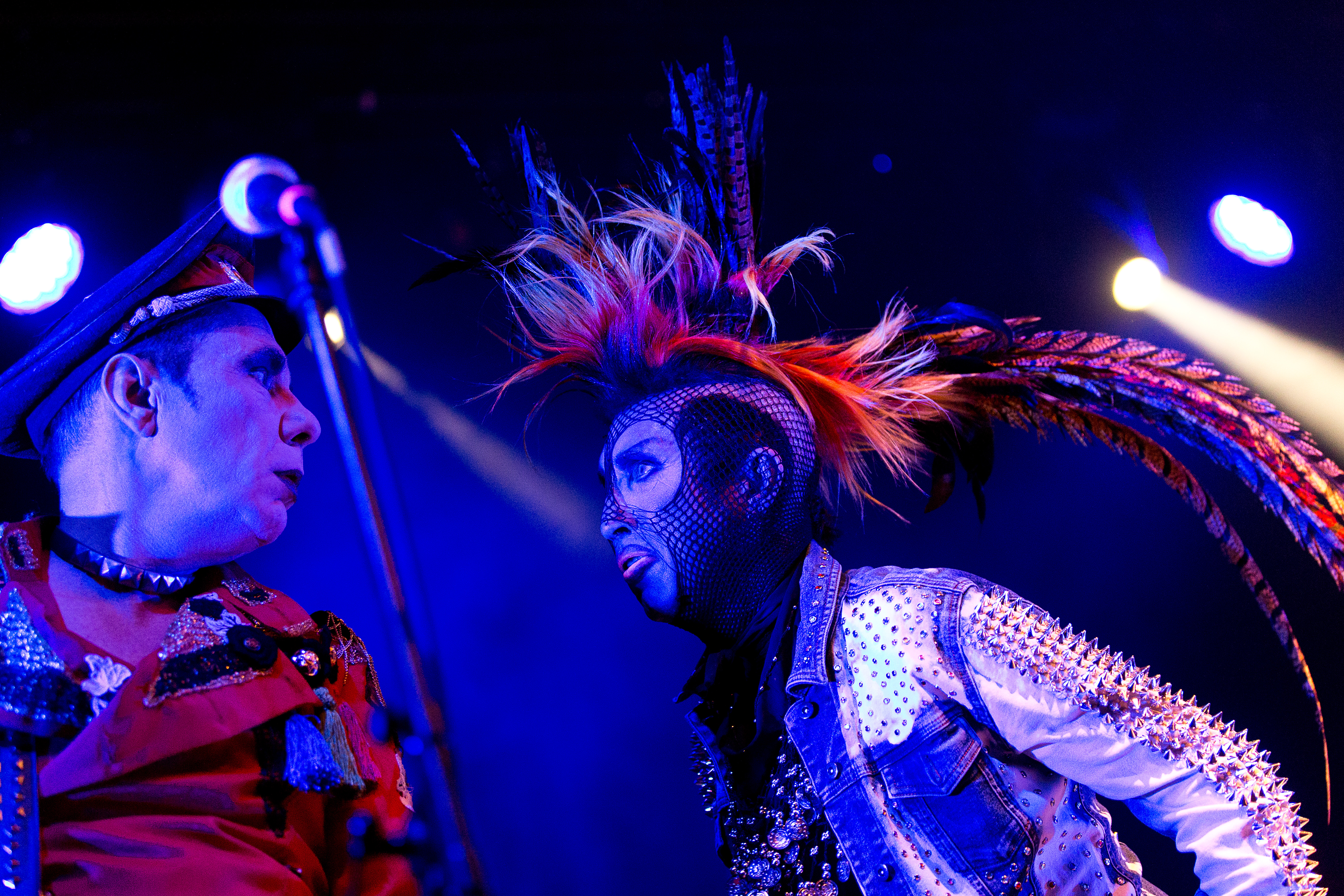
第25回Wave-Gotik-Treffenに出演したジグ・ジグ・スパトニック（ドイツ、ライプツィヒ）

1995年、ジェイムスとニールXにボーカルのクリストファー・ノバクとキーボードのジョン・グリーンを加えた新生ジグ・ジグ・スパトニックが誕生した。このバンドは「スプートニック ザ・ネクスト・ジェネレーション」と名付けられ、1996年日本限定で布袋寅泰がプロデューサー及びゲストミュージシャンとして参加した同名のアルバムと、シングル『Cyberspace Party』をリリースした。アルバムは5万枚を売り上げた。1998年、ディグヴィルがボーカルに復帰しドラマーにクローディア・クジョーを据えたバンドは、「ジグ・ジグ・スパトニック」の名前を復活させアルバム『Piratespace』をリリースした。2002年にはロマンポルシェ。の掟ポルシェの働きかけによりジェイムス、ニールX、ディグヴィル、ジェニーZのメンバーで初来日を果たした。ライブの模様はDVD『ライブ・イン・トーキョー・プラス・ピーヴィー5』としてリリースされた。
2002年、ジェイムスはミック・ジョーンズとカーボン/シリコンを結成した。当初はデジタル無料配信でのリリースが続いたが2007年からはアルバム『The Last Post』のようにレコードやCDで一般販売も行われている。ディグヴィルは2004年以降ソロ名義以外に「スパトニック2」、「スパトニック2 - ザ・フューチャー」、あるいは「ジグ・ジグ・スパトニック・エレクトロニック」の名義で活動を続け、ジグ・ジグ・スパトニックのリミックス曲や新曲をリリースしている。
ニールXは マーク・アーモンドのバンドメンバーである一方、自らのバンドThe Montecristosを率いて2015年デビューアルバム『Born to Rock n' Roll』をリリースし、Kickstarterでのクラウドファンディングを成功させた。
2012年8月、日本でファーストアルバム『ラヴ・ミサイル』のCDがリイシューされた。1986年当時イギリス盤LPのみに存在した、プラモデルの箱を模したボックス入り限定盤を再現した特別仕様となっていた。
現在も精力的な活動を行っており、ラヴ・ミサイル F1-11は現在もライブの定番である。

## イメージ
キャッチフレーズは「ハイテク・セックス」、「デザイナーの暴力」、そして「第5世代ロックンロール」であり、「世界は金づる」がスローガンだった。ジェイムスはメンバーの選考基準を「ルックス」だとし、自分たちが目指すのはエルビスやマーク・ボランやジギー・スターダストの如き夢のようなスーパースターなのだから、演奏スキルよりルックスやスター性重視で選ぶのは当たり前だと考えていた。
曲のテーマやバンドのイメージにはしばしば、世紀末的なSF世界観（映画『時計じかけのオレンジ』、『ターミネーター』、『ブレードランナー』、『マッドマックスシリーズ』など）との融合が見られた。それはモヒカンヘア、ウィッグ、顔に被った網タイツ、ハイヒール、メイクなど過激なファッションにも反映されイメージ形成に一役買った。
バンド初期には日本のポップカルチャーへの傾倒も見られた。ファーストシングル『ラヴ・ミサイル F1-11』はプロモーション・ビデオのメンバー紹介がカタカナで、リミックスバージョンには日本語のナレーションが追加された。ファーストアルバム『ラヴ・ミサイル』のカバーやライナーなどアートワークにはカタカナを中心に日本語が多用されており、英語表記の部分にもガンダム、ガッチャマン、ゾイドなど日本のキャラクターに関する単語が散見された。ジェイムスが買った日本のおもちゃにヒントを得てデザインされたアルバムカバーにはロボットアニメ調の巨大ロボのイラストがフィーチャーされ、ライナー背景には日本製のプラモデルキットを彷彿させる巨大ロボの組み立て説明書がプリントされていた。イギリスではプラモデルをイメージしたボックスに収納されブックレットが付属した限定盤（PCSS 7305）も発売された。
もちろん彼らの音楽とインスピレーションに影響を与えたのは異種カルチャーだけでなく、スーサイドやニューヨーク・ドールズを含むグラム、パンク、エレクトロニックなどのミュージシャンたちであるのは言うまでもない。

## メンバー
- トニー・ジェイムス – ギター, ギターシンセサイザー, ベース, キーボード (1982–1989, 1995, 1998, 2001–)
- ニールX（英語版） – ギター (1982–1989, 1995, 2001–)
- マーティン・ディグヴィル（英語版） – リード・ボーカル (1982–1989, 1998, 2001–2004)
- クリス・カヴァナー（英語版） – ドラムス(1982–1989, 1995)
- レイ・マフュー – ドラムス(1982–1989)
- ヤナ・ヤヤ (ジェーン・ファリモンド) – キーボード, エフェクト (1982–1989)
- ジョン・グリーン – キーボード (1995)
- クリストファー・ノバク – リード・ボーカル (1995)
- クローディア・クジョー – ドラムス (1998)
- ジェニーZ – エフェクト (2001–2009)

## ディスコグラフィ

### アルバム
- 1986: ラヴ・ミサイル（英語版） – UK No. 10
- 1988: ドレス・フォー・エクセス（英語版） – UK No. 53
- 1996: スプートニック ザ・ネクスト・ジェネレーション (日本限定、布袋寅泰が一部プロデュースとギターで参加)
- 2000: Piratespace
- 2002: Blak Elvis vs. The Kings of Electronic Rock and Roll
- 2003: Ultra Real

コンピレーション
- 1990: The First Generation（英語版）
- 1997: The First Generation – Second Edition（英語版）
- 1998: The Ultimate 12" Collection（英語版）
- 1999: ラヴ・ミサイル（英語版） + ドレス・フォー・エクセス（英語版） (フランス限定、ファーストとセカンドアルバムのカップリング (『サクセス』と『ダンスラマ』は未収録))
- 2000: Sci-Fi Sex Stars
- 2001: 21st Century Boys: The Best of Sigue Sigue Sputnik
- 2003: The First Generation – Vid Edition[38]
- 2007: One-Up: Sigue Sigue Sputnik – The Remixes (デジタル配信)
- 2007: Ray of Light (デジタル配信、トリビュートアルバム用の6曲収録)
- 2008: 1984 Flaunt It: Demos and More
- 2013: Demo Bomb (sputnikworld.comからの無料デジタル配信)

### シングル
- 1986: ラヴ・ミサイル F1-11（英語版） – UK No. 3, SA No. 2[39]
- 1986: 21st センチュリー・ボーイ – UK No. 20
- 1986: マッシヴ・リタリエーション (アメリカ限定)
- 1986: セックス・ボム・ブギー (ドイツ限定)
- 1986: ロキット・ミス・USA/ティーン・エージ・サンダー (「Sci-Fi Sex Stars」名義でリリース)
- 1988: サクセス – UK No. 31
- 1988: ジェーン・マンスフィールドはスーパースター (ブラジル限定、プロモリリース)
- 1989: ダンスラマ – UK No. 50
- 1989: Ride 'Em Carmen (「Bizet Boys」名義でリリース)
- 1989: Albinoni vs. Star Wars – UK No. 75
- 1989: リオ・ロックス！
- 1996: Cyberspace Party (日本限定、「スプートニック ザ・ネクスト・ジェネレーション」名義でリリース)
- 1996: Like There's No Tomorrow (イギリス限定、「T.N.G.」名義でリリース)
- 2001: Love Missile F1-11 (Westbam Remix) (ドイツ限定)
- 2002: Everybody Loves You (ドイツ限定)
- 2004: Grooving with Mr. Pervert[38]
- 2007: Ride My Love Missile (レーベルなし、『ラヴ・ミサイル F1-11』のテクノミックス)
- 2009: Into the Unknown (sputnikworld.comからの無料デジタル配信)
- 2011: C'mon Everybody (日本限定、デジタル配信)

### その他のリリース
- 1986: Documentary/Rockit Miss USA (Remix)/She's My Man (Remix) (12インチ、5000枚限定、HMVの『ラヴ・ミサイル F1-11』購入者特典)
- 1986: The Trial of Tony James – Myth or Reality (12インチ、ピクチャーディスク、インタビュー)

### その他の収録作品
- 1986: 私立ガードマン/全員無責任 (『シーズ・マイ・マン』収録)
- 1989: Rude Awakening（英語版） (『サクセス』収録)
- 1990: David Bowie Songbook (雑誌付録CD、デビッド・ボウイの『愛しき反抗』カバー収録)
- 1990: A Tribute to Prince: Party O' the Times (プリンスの『I Could Never Take the Place of Your Man』カバー収録)
- 2000: Virgin Voices: A Tribute to Madonna – Volume Two (マドンナの『レイ・オブ・ライト』カバー収録)
- 2000: Don't Blow Your Cover: A Tribute to KMFDM（英語版） (KMFDMの『Virus（英語版）』カバー収録)
- 2000: Covered in Nails: A Tribute to Nine Inch Nails (ナイン・インチ・ネイルズの『Piggy』カバー収録)
- 2001: A Gothic-Industrial Tribute to The Smashing Pumpkins（英語版） (スマッシング・パンプキンズの『バレット・ウィズ・バタフライ・ウィングス』カバー収録)
- 2002: A Tribute to Johnny Thunders: I Only Wrote This Song for You (ニューヨーク・ドールズの『人格の危機』カバー収録)
- 2005: トリビュート・トゥ・サンダーバード 東京を救え (サンダーバードテーマソングカバー収録)
- 2005: This Is Not Retro (『Pussywhipper』収録)
- 2011: ALL TIME SUPER GUEST (エディ・コクランのカモン・エヴリバディカバー収録)
- 2016: フェリスはある朝突然に[40] (『ラヴ・ミサイル F1-11』収録)
- 2016: Say I'm Your Number One: Stock, Aitken & Waterman (CD30枚組ボックスセット、『サクセス』10バージョン収録)

## ビデオ作品
- 1986: Sex Bomb Boogie (VHS、 イギリス限定)
- 2003: ライブ・イン・トーキョー・プラス・ピーヴィー5 (DVD、日本限定)